# ダイヤモンドエレクトリックホールディングス
ダイヤモンドエレクトリックホールディングス株式会社は、大阪市淀川区に本社を置く企業である。東証プライム上場。
完全子会社のダイヤモンド電機株式会社（DIAMOND ELECTRIC MFG.CO.,LTD.）は、自動車用電装品などを製造する日本の電気機器メーカー。

## 概要
1937年（昭和12年）創業。それまで輸入に頼っていた自動車用の点火コイルを初めて国産化したメーカーである。1967年（昭和42年）には子会社の鳥取ダイヤモンド電機により鳥取市に生産工場を開設した。鳥取ダイヤモンド電機は1989年に親会社のダイヤモンド電機と合併し、鳥取の工場はダイヤモンド電機本社兼鳥取工場となっている。
主力製品は、自動車用点火コイルやワイヤーハーネスなどの自動車用電装品であるが、住宅向け電子機器の製造も行っている。海外にも進出しており、タイやインド、ハンガリーに工場を展開している。2018年現在、点火コイルの世界シェアは3位。
2018年（平成30年）5月21日、同年10月1日付で単独株式移転の方法で、純粋持株会社であるダイヤモンドエレクトリックホールディングス株式会社（DIAMOND ELECTRIC HOLDINGS Co., Ltd.）を設立することを発表。ダイヤモンド電機は同年10月1日付で持株会社制へ移行し、同日付で設立されたダイヤモンドエレクトリックホールディングスの子会社となった。
2018年（平成30年）10月には、事業再生ADR手続中で東京証券取引所1部上場に上場していた田淵電機（後のダイヤゼブラ電機）の再生スポンサーとなり、2019年1月に第三者割当増資の方法で田淵電機株式66.90%を取得し、田淵電機を連結子会社化した。
2021年（令和3年）10月1日付で、ダイヤモンド電機の本社を大阪市淀川区から鳥取県鳥取市へ移転した。

## 沿革
- 1937年4月 - 冨田伊之助により自動車用点火コイルメーカーとして創業。
- 1940年6月 - 特殊変圧器株式会社として大阪市淀川区に設立。
- 1948年3月 - ダイヤモンドコイル全製品が通産省より優良自動車部品に認定。
- 1960年7月 - オイルバーナー用点火トランスの製造を開始。
- 1962年5月 - ダイヤモンド電機株式会社へ商号変更。
- 1967年5月 - 鳥取ダイヤモンド電機株式会社を旧松保小学校跡地に設立[13]。
- 1971年11月 - 電子着火装置並びにセントラルヒーティング用燃焼制御装置を開発・発売。
- 1978年11月 - 大阪中小企業投資育成株式会社が資本参加。
- 1981年1月 - 鳥取ダイヤモンド電機津ノ井工場（現・当社鳥取工場）を建設。
- 1984年9月 - 株式会社内田製作所（現・コロナ）との合弁で、新潟ダイヤモンド電子株式会社を設立。
- 1985年 - 鳥取ダイヤモンド電機第2期拡張工事およびテクニカルセンター設置。
- 1987年12月 - アメリカ現地法人であるDiamond Electric Mfg.Corporationを設立。
- 1989年11月 - 鳥取ダイヤモンド電機を吸収合併[3]。
- 1994年11月 - 全社的品質管理（TQC）活動により「デミング賞実施賞中小企業賞」を受賞。
- 1996年
  - 7月 - 大阪証券取引所第二部へ上場[14][15]。
  - 12月 - ISO 9001認証取得。Diamond Electric Mfg.Corporationの第2工場を米国ウエストバージニア州に建設。
- 1997年
  - 7月 - QS‐9000認証取得。
  - 11月 - 先代会長である池永薫爾が藍綬褒章を受章。
- 2000年9月 - ハンガリー現地法人であるDiamond Electric Hungary Kft.を設立。
- 2004年5月 - 中国現地法人として、金剛石電機（蘇州）有限公司を設立。
- 2007年6月 - インドネシア現地法人として、DE Diamond Electric India Private Limitedを設立。
- 2010年11月 - 中国の現地法人として、金剛石電機国際貿易（蘇州）有限公司を設立。
- 2011年3月 - タイの現地法人として、Diamond Electric (Thailand) Co.,Ltd.を設立。
- 2012年2月 - 韓国の現地法人として、Diamond Electric Korea Co.,Ltd.を設立。
- 2013年7月 - インドネシア現地法人として、PT. Diamond Electric Indonesia を設立。
- 2014年
  - 11月 - ダイヤモンドビジネス株式会社を設立。
  - 12月 - タイの現地法人として、Diamond Electric Asia Pacific Co.,Ltd.を設立。
- 2015年12月 - ヘッドスプリング株式会社との合弁で、株式会社リヴルクスを設立。
- 2017年11月1日 - ダイヤモンドビジネスを解散[16]。
- 2018年
  - 9月25日 - 事業再生ADR手続中の田淵電機株式会社との間で、当社が支援スポンサーになることで合意。
  - 9月26日 - 東京証券取引所第二部上場廃止。
  - 10月1日 - 持株会社制へ移行。ダイヤモンドエレクトリックホールディングス株式会社が、ダイヤモンド電機に代わり東京証券取引所第二部へ上場。ダイヤモンド電機はダイヤモンドエレクトリックホールディングスの子会社となる[17]。
  - 10月16日 - ダイヤモンド電機が、田淵電機との間で再生スポンサー契約を締結[18][19]。
  - 11月 - ベトナムの現地法人として、Diamond Electric (Viet Nam) Co.,Ltd.を設立。
- 2019年
  - 1月22日 - ダイヤモンド電機が、田淵電機から第三者割当増資を受けた上で、田淵電機を子会社化[20][21]。
  - 10月1日 - ダイヤモンドエレクトリックホールディングスが、東京証券取引所第一部へ市場変更。同時に、田淵電機を株式交換により完全子会社化[22]。
- 2019年5月 - ダイヤモンド電機がヘッドスプリング株式会社との合弁を解消。
- 2021年10月1日 - ダイヤモンド電機が手掛けていた自動車機器事業をダイヤゼブラ電機（同日付で田淵電機から商号変更）へ吸収分割により譲渡。ダイヤモンド電機の本社を鳥取県鳥取市へ移転[12]。

## グループ企業
- ダイヤモンド電機株式会社
- 新潟ダイヤモンド電子株式会社
- ダイヤゼブラ電機株式会社
- ゼブラ電子株式会社
- 米国ダイヤモンド電機株式会社
- ダイヤモンド電機ハンガリー
- 金剛石電機（蘇州）有限公司
- ダイヤモンド電機インド株式会社
- 金剛石電機国際貿易（蘇州）有限公司
- ダイヤモンド電機タイランド
- ダイヤモンド電機コリア
- ダイヤモンド電機インドネシア
- ダイヤモンド電機アジアパシフィック株式会社
- ベトナムダイヤモンド電機株式会社